# Meritxell
Meritxell ( pronúncia catalã: /məɾiˈtʃeʎ/ ) é uma aldeia em Andorra, localizada na freguesia de Canillo, no norte do país, perto da fronteira francesa. Nossa Senhora de Meritxell é a santa padroeira de Andorra.
Na vila fica a Basílica de Nossa Senhora de Meritxell, que substitui o santuário de estilo românico original incendiado em um incêndio em 1972. Abriga uma réplica da escultura românica da Virgem, que também foi destruída no incêndio.